# Cape Town City FC
Cape Town City Football Club is een Zuid-Afrikaanse professionele voetbalclub uit Kaapstad. De club werd in 2016 opgericht nadat de licentie van Black Aces over werd genomen.

## Erelijst
- Telkom Knockout

2016
- MTN 8

2018

## Bekende (oud-)trainers
- Benedict McCarthy (2017–2019)
- Jan Olde Riekerink (2019- )

## Bekende (oud-)spelers
De Surinaamse Nederlander Bernio Verhagen stond in 2019 kort onder contact maar kwam niet tot spelen.
- Bryce Moon (2016)
- Renārs Rode (2016)
- Teko Modise (2017–2019)
- Victor Obinna (2017–2018)
- Ayanda Patosi (2017–)
- Peter Leeuwenburgh (2018–2021)
- Tokelo Rantie (2018–2019)
- Chris David (2019–2020)
- Kermit Erasmus (2019–2020)
- Abdul Ajagun (2021–)

AmaZulu ·
Baroka · 
Bloemfontein Celtic · 
Cape Town City FC · 
Chippa United · 
Golden Arrows · 
Kaizer Chiefs · 
Mamelodi Sundowns · 
Maritzburg United · 
Moroka Swallows · 
Orlando Pirates · 
Sekhukhune United · 
Stellenbosch ·
Supersport United ·
TS Galaxy ·
TTM